# Stonefort (Illinois)
Stonefort – wieś w Stanach Zjednoczonych, w stanie Illinois, w hrabstwie Saline.